# خطيئة مادلون كلوديه (فلم)
خطيئة مادلون كلوديه (بالإنجليزية: The Sin of Madelon Claudet) هو فيلم دراما تم إنتاجه في الولايات المتحدة وصدر في سنة 1931م.

## بطولة
- هيلين هيز

### ترشيحات وجوائز
| السنة | الحدث | الفئة             | النتيجة  |
| ----- | ----- | ----------------- | -------- |
|       |       | أوسكار أحسن ممثلة | فـــــوز |

## وصلات خارجية
- مقالات تستعمل روابط فنية بلا صلة مع ويكي بيانات